# High Point, New Jersey
För andra betydelser, se High Point (olika betydelser)
High Point är delstaten New Jerseys högsta punkt och mäter 550 meter över havet. High Point ligger i Montague i Sussex County. High Point är den högsta toppen i Kittatinny Mountains.
På toppen finns High Point Monument, ett 67 m högt torn/obelisk som byggdes 1930 för att hedra dem som dött i krig.